# Port lotniczy Kaikoura
Port lotniczy Kaikoura (IATA: KBZ, ICAO: NZKI) – port lotniczy położony 7,4 kilometra na południowy zachód od Kaikoura na Wyspie Południowej, w Nowej Zelandii.